# (13620) Moynahan
(13620) Moynahan est un astéroïde de la ceinture principale.

## Description
(13620) Moynahan est un astéroïde de la ceinture principale. Il fut découvert le 23 mars 1995 à Kitt Peak par le projet Spacewatch. Il présente une orbite caractérisée par un demi-grand axe de 3,21 UA, une excentricité de 0,04 et une inclinaison de 4,0° par rapport à l'écliptique.

## Compléments